# 林士谔
林士谔（1913年—1987年），男，广东平远人，中国自动控制专家、航空教育家，曾任成都空軍機械學校教官及高級班主任，厦门大学教授，清华大学教授，北京航空学院教授。

## 家庭
父亲林震。